# Schengen-traktaten
Schengen-samarbejdet bygger på Schengen-traktaten, der blev indgået mellem 1985 og 1990 for at nedlægge europæiske grænseposter, fjerne grænsekontrollen inden for Schengenområdet og harmonisere eksterne grænsekontroller.
Traktaten blev indgået af fem EF-lande (Belgien, Frankrig, Holland, Luxembourg og Vesttyskland) i juni 1985 på skibet Prinsesse Marie-Astrid på Mosel-floden nær landsbyen Schengen i Luxembourg ved den fransk-tyske grænse.
Den 19. juni 1990 undertegnede de fem lande en aftale mere, Schengen-konventionen. Danmark har siden 25. marts 2001 deltaget i samarbejdet og besluttede den 11. maj 2011 at genindføre en permanent toldkontrol af de danske grænser inden for rammerne af samarbejdet. Denne aftale blev dog ikke realiseret efter regeringsskiftet i 2011.
Flere lande har sluttet sig til traktaten i de seneste år. Nu er der 29 Schengen-lande, alle i Europa.
Der er ingen ordinær paskontrol mellem medlemslandene, dog er visse områder undtaget samarbejdet. Det er Svalbard i Norge, Hollands Aruba, De Nederlandske Antiller, den græske halvø Athos samt Grønland og Færøerne i Danmark.

## Schengen-landene
Følgende lande er medlemmer af Schengen-samarbejdet: Belgien, Bulgarien, Danmark, Estland, Finland, Frankrig, Grækenland, Island, Italien, Kroatien, Letland, Liechtenstein, Litauen, Luxembourg, Malta, Nederlandene, Norge, Polen, Portugal, Rumænien, Schweiz, Slovakiet, Slovenien, Spanien, Sverige, Tjekkiet, Tyskland, Ungarn, Østrig.
Desuden er Cypern pålagt at indgå i Schengen-samarbejdet, men har ikke opfyldt kravene for at blive optaget.

## Krav til identitetspapirer
Når man rejser til andre Schengen-lande, skal man kunne bevise sit statsborgerskab, hvis man bliver udtaget til en stikprøve.
Det eneste danske dokument, som kan bevise statsborgerskabet, er passet, så det er et krav at passet medtages ved rejser inden for Schengen, og et krav at besidde af pas ved ind- og udrejse af Danmark.
Nogle lande som Tyskland har et nationalt identitetskort, som kan bruges i stedet for pas.
Man kan rejse inden for den nordiske pasunion (Danmark, Norge, Sverige, Finland og Island) uden pas med fx kørekort som legitimation.[kilde mangler]

## De britiske øers rejseområde
De Britiske Øer udgør et særligt rejseområde. Storbritannien og Irland er ikke medlemmer af Schengen-samarbejdet.